# Assamba
Assamba è un comune del Camerun, che fa parte del dipartimento di Méfou e Afamba nella regione del Centro.